# El Hachemi Djaâboub
El Hachemi Djaâboub  (né le 5 septembre 1955 à Mila), est un homme politique algérien. Il est ministre du Travail, de l'Emploi et de la Sécurité sociale du 30 septembre 2020 au 8 juillet 2021,.

## Biographie
El Hachemi Djaâboub, est un diplômé de l’Ecole nationale d’administration (ENA) et a été député dans l’ancienne législature, sous la bannière du Mouvement de la société pour la paix (MSP), Djaâboub a été successivement directeur d’hôpital (1985-1990) et chargé d’étude et de synthèse (CES) au ministère de la Jeunesse et des Sports (1990-1994). En 1994, il est chef de cabinet du ministre délégué chargé de la Solidarité nationale, avant d’occuper le poste de directeur au secrétariat général du gouvernement (SGG) de 1995 à 1997.
- Ministre de l'industrie du 9 mai 2003[3], au 19 avril 2004 sous Gouvernement Ouyahia III et du 19 avril 2004[4] au 1er mai 2005 sous le gouvernement Ouyahia IV.
- Ministre du commerce du 1er mai 2005[5] au 24 mai 2006 sous le gouvernement Ouyahia V.

Le 8 avril 2021, dans le cadre d'une question qui lui est posée au Conseil de la nation en tant que Ministre du Travail et des Affaires sociales, il suscite une controverse en qualifiant la France d'« ennemi traditionnel et éternel ». Cette déclaration est interprétée, pour un ministre qui est un « cadre influent au sein du parti Hamas, comme voulant susciter de l’adhésion au sein d’une partie de l’opinion publique à deux mois des élections législatives ».